# Dietmar J. Manstein
Dietmar J. Manstein (* 28. April 1955) ist ein deutscher Biochemiker. Er leitet das Institut für Biophysikalische Chemie und die Zentralen Forschungseinrichtungen für Strukturbiochemie und Lasermikroskopie an der Medizinischen Hochschule Hannover.

## Werdegang
Manstein studierte von 1978 bis 1983 Biochemie an der Leibniz Universität Hannover. Nach der Diplomarbeit im Labor von Jürg P. Rosenbusch am Europäischen Labor für Molekularbiologie in Heidelberg, arbeitete er bis 1986 als Doktorand in der Abteilung Biophysik des Max-Planck-Instituts für Medizinische Forschung in Heidelberg und am Department of Biological Chemistry der University of Michigan Medical School in Ann Arbor.  Er promovierte 1986 in Biochemie an der Universität Heidelberg. Sein Doktorvater war Roger S. Goody.
Anschließend war Manstein von 1987 bis 1990 als Postdoc in der Arbeitsgruppe von James A. Spudich an der Stanford University School of Medicine tätig. Ab 1990 leitete er seine eigene Forschungsgruppe am National Institute for Medical Research in London. Im Jahr 1996 zog er mit seiner Arbeitsgruppe nach Heidelberg um, wo er am Max-Planck-Institut für medizinische Forschung bis 2002 an der Aufklärung der Prinzipien arbeitete, die der zellulären Funktion von Motorproteinen und der chemomechanischen Kopplung in molekularen Motoren zugrunde liegen.
Seit 2002 ist Manstein ordentlicher Professor und Direktor des Instituts für Biophysikalische Chemie an der Medizinischen Hochschule Hannover und leitet dort seit 2005 auch die Zentralen Forschungseinrichtungen für Strukturbiochemie und Lasermikroskopie. Er ist Projektleiter im Rahmen des Exzellenzclusters RESIST und Mitglied der Klinikkonferenz der MHH, des Zentrums für Seltene Erkrankungen und des Direktoriums des Centre for Structural Systems Biology (CSSB) auf dem DESY-Campus in Hamburg-Bahrenfeld.
Manstein war von 1992 bis 2020 Executive Editor des Journal of Muscle Research and Cell Motility und ist seit 2008 Editor von FEBS Letters. 

## Arbeitsschwerpunkte
Während seiner Zeit als Doktorand arbeitete Manstein an der Totalsynthese von FAD- und FMN-Analoga und ihrer Anwendung zur Untersuchung der Stereospezifität von Flavin-Cofaktoren in enzymatischen Reaktionen. Als Postdoc an der Stanford University School of Medicine lag sein Forschungsschwerpunkt auf der Etablierung von molekular-genetischen Methoden zur Untersuchung des Modelsystems Dictyostelium discoideum und des ersten rekombinanten Expressionssystems für die Produktion von funktionellen Myosinmotoren.
Mit seiner Forschungsgruppe am National Institute for Medical Research entwickelte er molekulargenetische, transiente kinetische und hybride strukturbiologische Ansätze und wendete diese an, um die Funktion, Struktur und Regulierung von Myosin-2 und Aktomyosinkomplexen aufzuklären.
Schwerpunkte seiner Forschung an der Medizinischen Hochschule Hannover sind Arbeiten zur zellulären Funktion, Struktur-Funktionsbeziehungen und allosterischen Regulation von Motorproteinen und Zytoskelettproteinen.

## Schriften (Auswahl)
- mit  Jürg P. Rosenbusch, J. Berriman und K. Leonard: Ultrastructure of native lipoprotein from Escherichia coli envelopes. In: Journal of Molecular Biology. Band 189, 1986, S. 701–707. doi:10.1016/0022-2836(86)90499-7
- mit D. C. Wienke, M. L. W. Knetsch und anderen: Disruption of a dynamin homologue affects endocytosis, organelle morphology and cytokinesis in Dictyostelium discoideum. In:  Molecular Biology of the Cell. Band 10, 1999, S. 225–243. doi:10.1091/mbc.10.1.225
- mit Derek Toomre: Lighting up the cell surface with evanescent wave microscopy. In: Trends in Cell Biology. Band 11, 2001, S. 298–303. doi:10.1016/S0962-8924(01)02027-X
- mit C. Ruff, M. Furch, B. Brenner E. Meyhöfer und anderen: Single-molecule tracking of myosins with genetically engineered amplifier domains. In: Nature Structural & Molecular Biology. Band 8, 2001, S. 226–229. doi:10.1038/84962
- mit H. H. Niemann, M. L. W. Knetsch, F. J. Kull und anderen: Crystal structure of a dynamin GTPase domain in both nucleotide-free and GDP-bound forms. In: The EMBO Journal. Band 21, 2001, S. 5813–5821. doi:10.1093/emboj/20.21.5813
- mit Sarah M. Heissler: Nonmuscle myosin-2: mix and match. In: Cellular and Molecular Life Sciences. 2013, doi:10.1007/s00018-012-1002-9
- mit Igor Chizhov, Björn Zorn und Wolfgang Gärtner: Kinetic and Thermodynamic Analysis of the Light-induced Processes in Plant and Cyanobacterial Phytochromes. In: Biophysical Journal. 2013. doi:10.1016/j.bpj.2013.09.033
- mit Matthias Preller: Myosin structure, allostery, and mechano-chemistry. In: Structure. 2013. doi:10.1016/j.str.2013.09.015
- mit Michael B. Radke, Manuel H. Taft, Britta Stapel, Denise Hilfiker-Kleiner, Matthias Preller und anderen: Small molecule-mediated Refolding and Activation of Myosin Motor Function. In: eLife. 2014. doi:10.7554/eLife.01603.
- mit Stefan Münich und Manuel H. Taft: Crystal Structure of Human Myosin 1c – The Motor in GLUT4 Exocytosis: Implications for Ca2+-Regulation and 14-3-3 binding in J Mol Biol. 2014. doi:10.1016/j.jmb.2014.03.004
- mit Hemma Brandstaetter, Folma Buss und anderen: Loss of functional MYO1C/myosin 1c, a motor protein involved in lipid raft trafficking, disrupts autophagosome-lysosome fusion. In:  Autophagy. 2014. doi:10.4161/15548627.2014.984272
- mit Curth Reubold und anderen: Crystal structure of the dynamin tetramer. In: Nature. Band 525, 2015, S. 404–408. doi:10.1038/nature14880
- mit Julian von der Ecken, Sarah M. Heissler, Salma Pathan-Chhatbar und Stefan Raunser: Cryo-EM structure of a human cytoplasmic actomyosin complex at near-atomic resolution. In: Nature. Band 534, 2016, S. 724–728. doi:10.1038/nature18295
- mit Krishna Chinthalapudi, Sarah M. Heissler, Matthias Preller und James R. Sellers: Mechanistic Insights into the Active Site and Allosteric Communication Pathways in Human Nonmuscle Myosin-2C. In: eLife. Band 6, 2017. doi:10.7554/eLife.32742
- mit A. Meents und anderen: Pink-beam serial crystallography. In: Nature Communications. Band 8,  2017. doi:10.1038/s41467-017-01417-3
- mit Rasmus D. Wollenberg, Manuel H. Taft und anderen: Phenamacril is a reversible and noncompetitive inhibitor of Fusarium class I myosin. In: Journal of Biological Chemistry. Band 294, 2019, S. 1328–1337. doi:10.1074/jbc.RA118.005408
- mit Johannes N. Greve, Frederic V. Schäbe, Thomas Pokrant, Jan Faix und anderen: Frameshift mutation S368fs in the gene encoding cytoskeletal β-actin leads to ACTB-associated syndromic thrombocytopenia by impairing actin dynamics. In: European Journal of Cell Biology. 2022. doi:10.1016/j.ejcb.2022.151216